# 森秀樹 (哲学者)
森 秀樹（もり ひでき、1945年 - ）は、日本の中国哲学の研究者である。立教大学名誉教授。

## 略歴
- 1967年　埼玉大学文理学部卒業
- 1972年　東京大学大学院人文科学研究科博士前期課程修了
- 1976年　東京大学大学院人文科学研究科博士後期課程単位取得退学
- 1982年　立教大学文学部助教授
- 1989年　立教大学文学部教授
- 2006年　立教大学現代心理学教授
- 2010年　立教大学名誉教授

## 著書
- 「共生実現の根拠をめぐって―中国古代の「共生」思想と道家哲学からの問い」『共生・和合の社会哲学的研究』、文部科学省科学研究費報告書、2005年
- 「王慶節：老子における「自然」の概念　―私が私としてある（私になる）こと、他者が他者としてある（他者になる）こと」（翻訳）、『境界を越えて』第5号（立教大学比較文明学紀要）、2005年
- 「道家における「無」の哲学―存在の可能性と仮象性」『日本の哲学』第5号、日本哲学史フォーラム、昭和堂、2004年
- 「相対主義和其超越　―道家、名家其中心」（中国語論文）、『新世紀価値観』（森秀樹・閻孟偉共編）、南開大学出版社、2002年
- 「死の受容と克服　―ブッダ、イエス、そして『荘子』から学ぶこと」『死生学の現在』、（森秀樹他編）、ナカニシヤ出版、2002年
- 「〈新しい葬送の倫理〉に向けて」『死生学の現在』、（森秀樹他編）、ナカニシヤ出版、2002年
- 「生きるものの原理は「気」であるか―古代中国における「生命」への視線」『生命論への視座』（森秀樹他編、大明堂）、1998年
- 「康における『超越』と『自然』」、『超越と神秘　―中国・インド・イスラームの思想世界』（森秀樹他編）、大明堂、1994年